# Black Red White

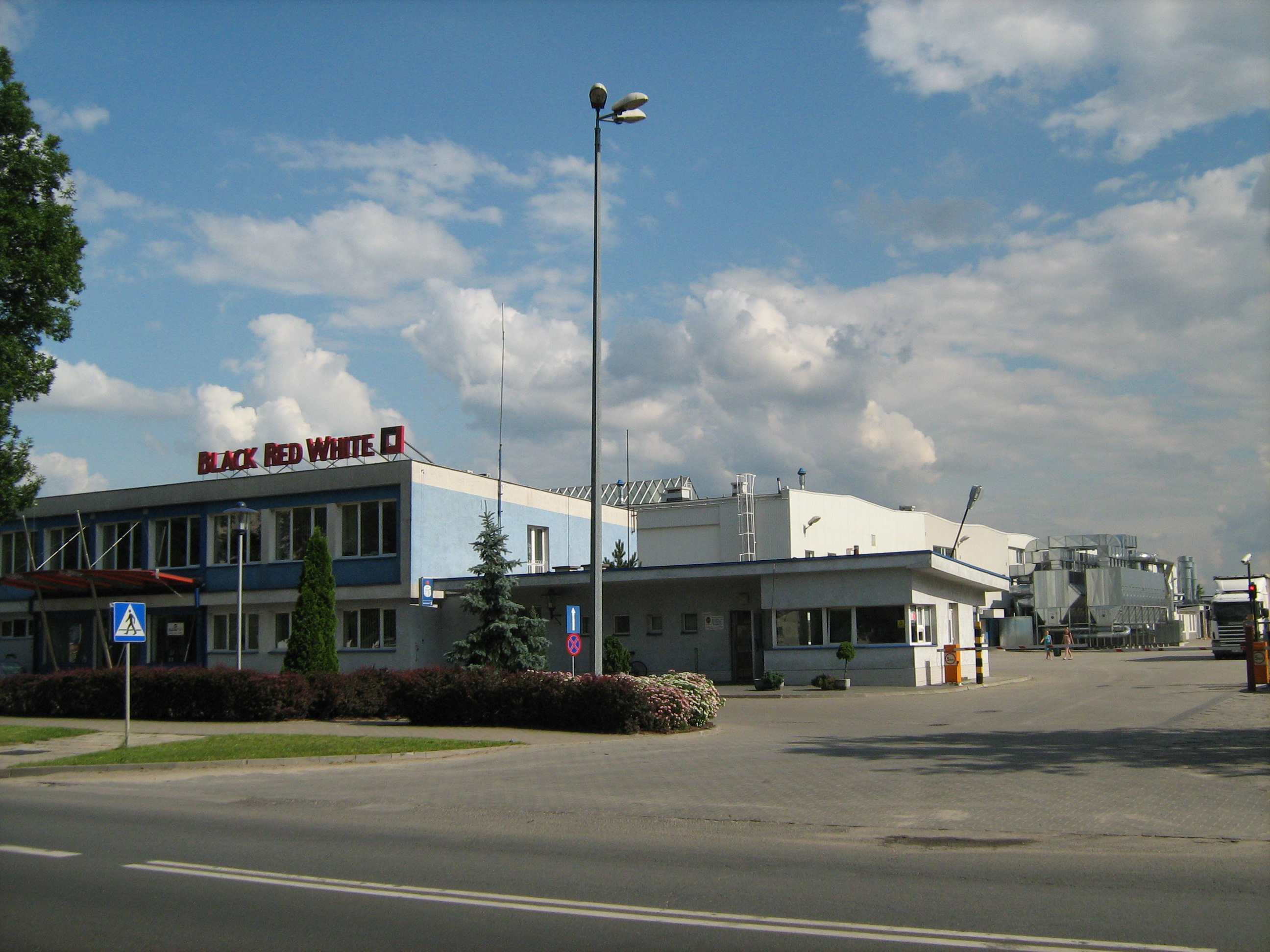
Фабрика в місті Білгорай, Польща

Black Red White — польська компанія виробник меблів, заснована 1989 р. На 2009 рік це найбільший виробник меблів у Польщі. Продукція компанії експортується в понад 20 країн світу, в тому числі в США, Канаду, Німеччину, Австрію, Бельгію, Норвегію, Швецію, Ізраїль, Хорватію, Болгарію, Грецію, Угорщину, Словаччину, Чехію, Румунію, Боснію і Герцеговину, Росію, Білорусь, Литву, Латвію, Естонію, Казахстан і Україну.
Меблі, представлені брендом Black Red White, розраховані на споживача із середнім рівнем достатку. Асортимент — меблі для будь-якого приміщення дому чи офісу: кухні, спальні, вітальні, дитячі, передпокої, робочі кабінети.
Єдиним офіційним представником торгової марки Black Red White на меблевому ринку України є приватне акціонерне товариство «БРВ Київ». Меблі для українського ринку виробляються на фабриці міста Нововолинськ та частково імпортуються з Польщі.